# زلادووتسه
زلادووتسه (به صربی: Zladovce) یک منطقهٔ مسکونی در صربستان است که در ترگوویشته واقع شده‌است.